# Nicolas Pascarel

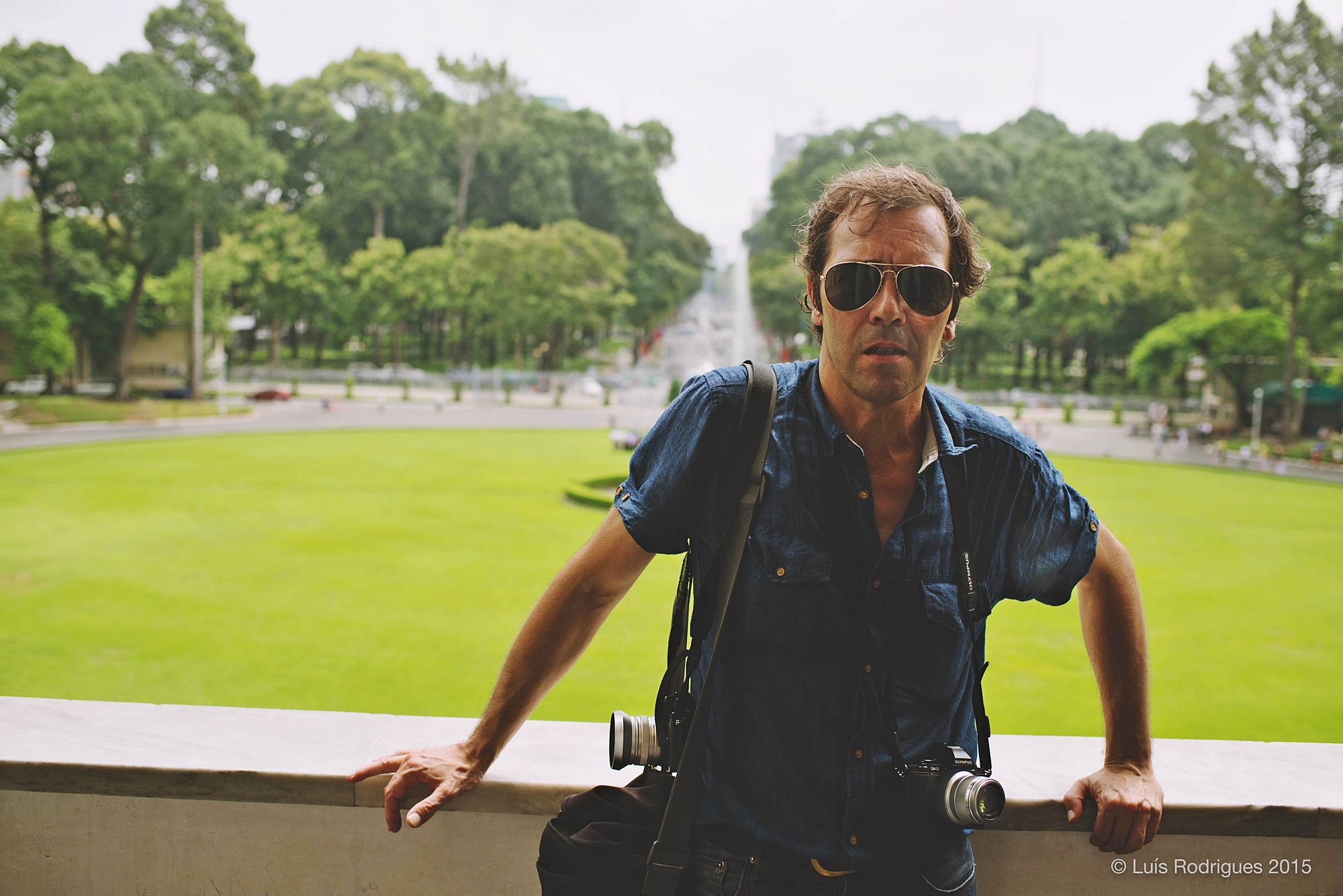
Nicolas Pascarel

Nicolas Pascarel (* 1966 in Paris) ist ein französischer Fotograf. Er arbeitet mehr als 25 Jahre als Fotograf und lebt seit 1999 in Neapel, Italien.

## Leben
Nicolas Pascarel war von 1990 bis 1998 als freier Fotoreporter für Pariser Zeitungen wie Libération, Le Monde, L’Humanité und Courrier International tätig. Er arbeitete unter anderem in Kairo, Damaskus und Rom und war für seine Reportage über die letzten Zechen in Nordfrankreich unterwegs.
Ab 1998 war Pascarel als künstlerischer Fotograf tätig.
Seit den frühen 1990er Jahren verbringt er den Großteil seiner Zeit in Neapel, Kambodscha, Vietnam und Havanna, wo er 1996 bis 1997 lebte. 1998 änderte er seinen fotografischen Stil; er begann eine enge Zusammenarbeit mit dem französischen Außenministerium und lehrte Fotografie in verschiedenen Kunstschulen der Welt wie der Royal Academy of Fine Arts School in Phnom Penh in Kambodscha, in Chiang Rai (Nordthailand), Bangkok, in der Ho-Chi-Minh-Stadt (Vietnam) und an der Kunstschule von Havanna.
Seine Arbeit wurde in Europa, Asien, Kuba und den USA in mehr als 40 Galerien ausgestellt. Er erstellte 2004 die Dokumentation über Kambodscha „Durant la pluie“ (deutsch: Während des Regens).
2006 gründete er die Initiative Fotoasia, die den Austausch zwischen europäischen, asiatischen und kubanischen Fotografen fördern soll. Er führte über zehn Jahre lang Fotografie-Workshops in diesem Projekt durch und beendete es 2016.

## Ausstellungen
Die wichtigsten Fotoausstellungen von Nicolas Pascarel:
- 2015: Frankreich. Biarritz. Festival Amériques Latines 2015. Antes de la noche[5]
- 2014: Italien. Neapel. Gallery d'Ayala6: Kep sur mer
- 2011: Italien. Neapels. French institute of Naples: Gilberto, Le cri[6]
- 2011: Italien. Capri. Museo della Certosa di San Giacomo : L'Infinito Instante
- 2008: Singapur. International photo biennal:  106° 39’ 7’’E  10° 49’ 8’’N
- 2008: Indonesien. Jakarta. Goethe Haus Institute: Another Asia - The blue corridor
- 2008: Thailand. Bangkok. PhotoArtAsia: Short cutmemory
- 2007: USA. San Antonio Fotoseptiembre: Una vita nuova
- 2006: China. Qinghai International Photography Festival: The blue corridor
- 2006: Holland.  Noorderlicht Photofestival: The blue corridor[7]
- 2006: Italien. Rome. Gallery Santa Cecilia: At South of Cholon
- 2006: Vietnam. Ho Chi Minh City. Month of Photography: The blue corridor
- 2005: Cambodia. Genocide Museum of S21 and French Cultural Centre of Phnom Penh: Short cut memory
- 2005: Italien. Rome. Museum di Roma in Trastevere. Festival Internazionale di Fotografia: Short cut memory
- 2003: Italien. Venice. Gallery Immagina: Short cut memory
- 2002: Frankreich. Honfleur.: International Photo Festival: Short cut memory
- 2001: Kuba. Havana. Fototeca de Cuba: Una vita nuova
- 2001: Spain. Ténérife. Fotonoviembre: Una vita nuova
- 2000: Frankreich. Biarritz.  International Photo Festival: Una vita nuova
- 2000: Kuba. Havana. Fototeca de Cuba: Moros y cristianos
- 1999: Frankreich. Toulouse. Gallery municipale du château d’eau: Moros y cristianos
- 1998: Frankreich. Nantes. International Photo Festival: Moros y cristianos